# سیارک ۱۳۴۲۱
سیارک ۱۳۴۲۱ (به انگلیسی: 13421 Holvorcem، نامگذاری:1999VO12) سیزده هزار و چهارصد و بیست و یکمین سیارک کشف شده‌است که در ۱۱ نوامبر ۱۹۹۹ کشف شد.
قدر مطلق سیارک برابر ۱۳٫۲۰ است.